# Privat-Brauerei Strate Detmold

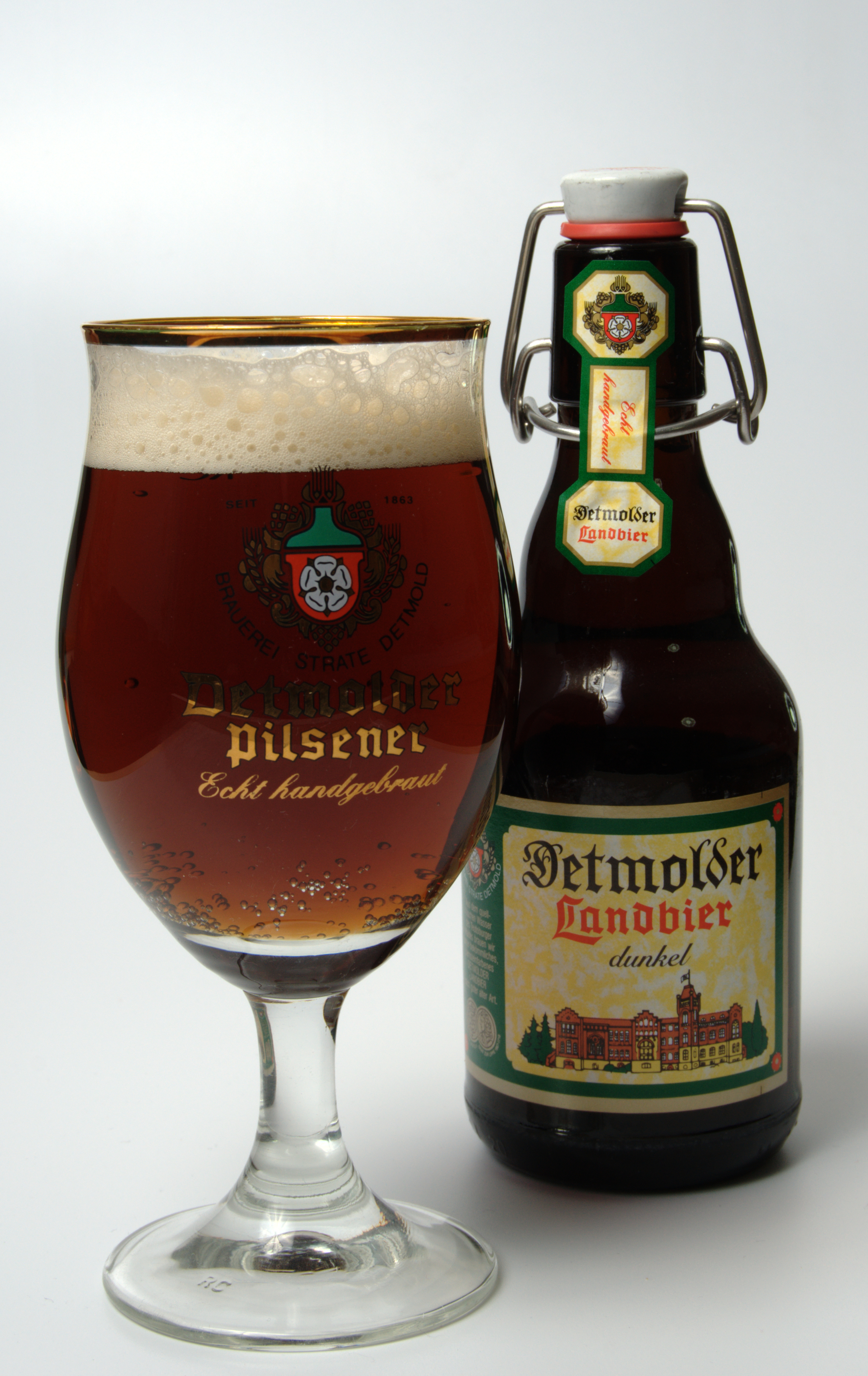
Detmolder Landbier (Foto: 2011)

Die Privat-Brauerei Strate Detmold GmbH & Co. KG ist eine Brauerei in Detmold im Kreis Lippe.

## Geschichte
Die Brauerei wurde 1863 von Adolf Hüppe gegründet. Der Sitz der Brauerei war damals in der Krummen Straße, im Gebäude der heutigen Volkshochschule Detmold. Als Lager diente der Bierkeller am Büchenberg. Da eine Expansion in der Stadt nicht möglich war, erwarb Hüppe Grundstücke an der Palaisstraße, wo zuerst Felsenkeller ausgehoben wurden und auf den Schuttbergen das Brauereigebäude entstand. Seit 1863 wird an der Palaisstraße gebraut, das Unternehmen wird bereits in der fünften Generation als Familienunternehmen geführt. Die derzeitige Geschäftsleitung besteht aus Renate Strate und ihren Töchtern Simone und Friederike. Das Unternehmen beschäftigt mehr als 30 Mitarbeiter in Produktion und Verwaltung.
Spezialität des Hauses ist seit 1985 die Bügelverschlussflasche. Die Brauerei hat sich mit 36 Millionen Flaschen zum zweitgrößten Abfüller dieses Flaschentypes entwickelt. Der Gesamtausstoß lag 2006 bei etwa 160.000 Hektolitern und hat sich seit 1979 etwa verfünffacht.

## Biersorten
Die Brauerei bietet zahlreiche Biersorten an, die vom Pils über das Landbier bis zu zahlreichen Spezialitäten reichen. 

### Ehemalige Sorten
- Detmolder Sun (Wird seit 2023 nicht mehr hergestellt)
- Detmolder Moon (Wird seit 2023 nicht mehr hergestellt)
- Hövelhofer
- Detmolder Bierbrannt (eine aus Bier gebrannte Spirituose)
- Detmolder Stradler (Sizilianische Limette und Minze)

Außerdem wird auch an den Bierspezialitäten wie dem Detmolder Bier-Senf und dem Bier-Gelee gearbeitet. Eine Besonderheit ist das „Detmolder Urtrüb“, welches exklusiv für das alte aus dem frühen 16. Jahrhundert stammende Detmolder Brauhaus „Braugasse Nr. 2“ auf Fässer abgefüllt wird. Es handelt sich dabei um das ungefilterte reguläre Detmolder Pils Bier.

## Sonstiges

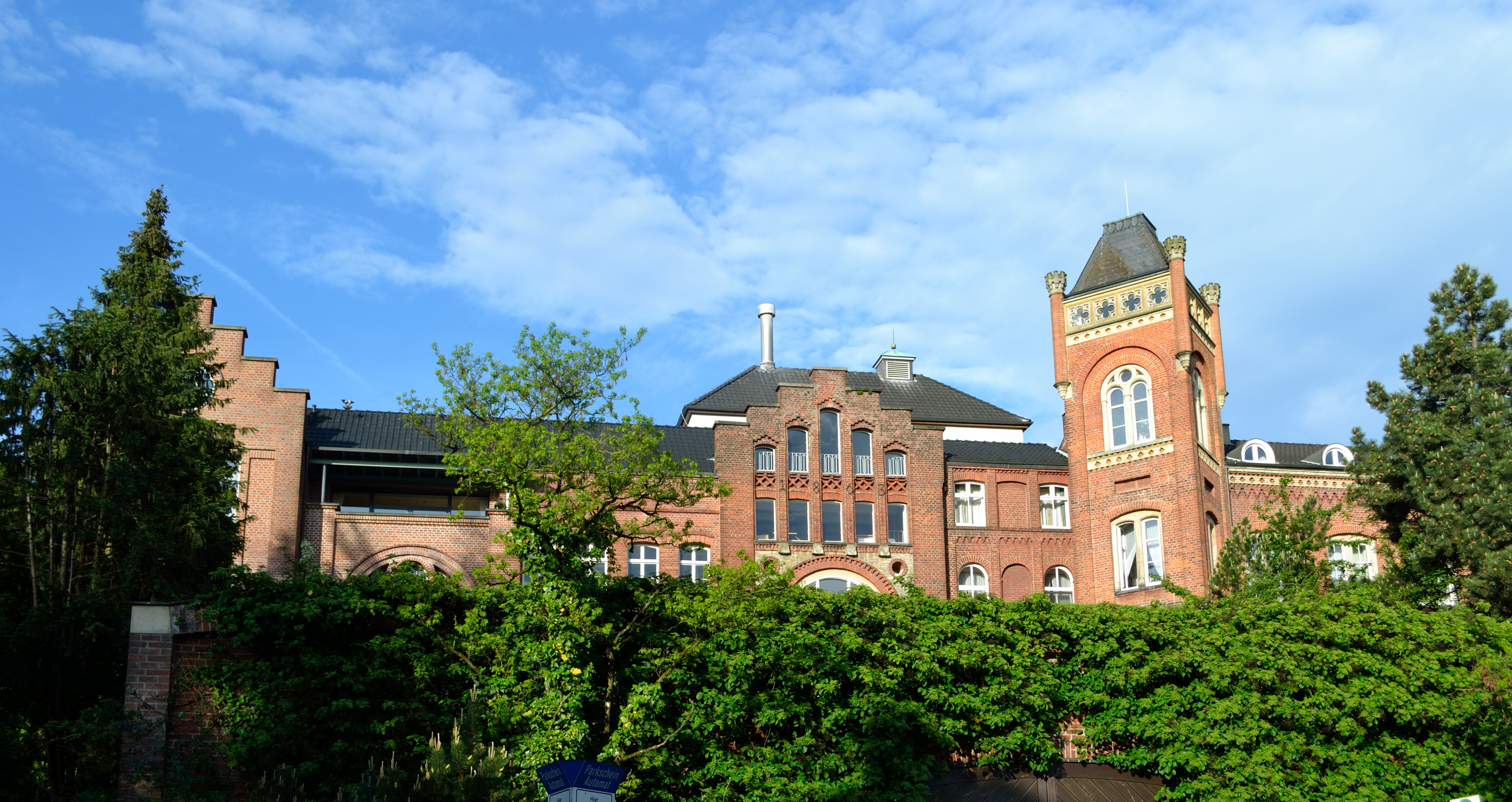
Die denkmalgeschützte Fassade 2012

Friederike und Simone Strate erhielten im Jahr 2000 den Titel Unternehmerin des Jahres. Friederike Strate war nach ihrem Abschluss 1983 die jüngste Braumeisterin Deutschlands. Das Gebäude der Brauerei ist im neugotischen Stil errichtet worden, was der Brauerei ein schlossartiges Aussehen gibt. Alle Erweiterungen der letzten Jahre erfolgten nur unterirdisch, so konnte der schlossartige Eindruck erhalten bleiben.
In der „Stratosphäre“, dem Besucherbereich der Brauerei, werden Besichtigungen für Gruppen angeboten. Diese werden zum Teil auch von den Geschäftsführerinnen geführt. Außerdem ist dort viel über die Geschichte der Brauerei zu lernen. Ebenso ist dort eine Bierakademie untergebracht, in der man Braukurse belegen kann.